# L'TUR
 (mars 2023).
LTUR, exactement LTUR GmbH, est un voyagiste low-cost allemand. Il a été fondé en 1987 par Karlheinz Kögel, un ancien animateur de la radio régionale allemande SWF3. Son siège se trouve dans la ville de Rastatt, en Allemagne. Avec plus de 145 agences dans 5 pays européens (Allemagne, Autriche, France, Pologne et Suisse), LTUR propose des voyages à forfait dans le monde entier, ainsi que l'hébergement à l'hôtel, des vols, des croisières, des voitures de location et des services d'assurance voyage aux conditions de dernière minute. Dans l’exercice de 2016/2017, il a réalisé un chiffre d’affaires de 415 millions d’euros.

## Historique
- 1987 : création de l'entreprise le 1er septembre Première agence à Baden-Baden
- 1988 : première agence en Suisse
- 1990 : première agence en Autriche Création du centre d‘appels L‘TUR
- 1992 : première agence aux Pays-Bas
- 1993 : 1er voyagiste à mettre en place le « fax sur demande »
- 1994 : première agence en France
- 1995 : lancement du site internet Première agence en Pologne
- 1997 : participation de TUI (25 %) 1er Dynamic Packaging
- 1998 : TUI devient actionnaire majoritaire (51 %)
- 2002 : Thomas Cook acquiert 10 % des parts de L'TUR (TUI : 46 %)
- 2003 : lancement de flyloco.de, marque de L‘TUR
- 2006 : lancement du site de vols secs lturfly.com
- 2007 : lancement du portail internet ltur-hotels.com
- 2009 : TUI accroît ses parts chez L‘TUR et détient 70 %, Karlheinz Kögel reprend la participation de 10 % de Thomas Cook 832 000 Billets
- 2011 : mise en place des billets de train à la dernière minute sur le site ltur.
- 2016 : TUI accroît ses parts chez L‘TUR et détient 100 % de ltur

## Actionnaires et partenaires

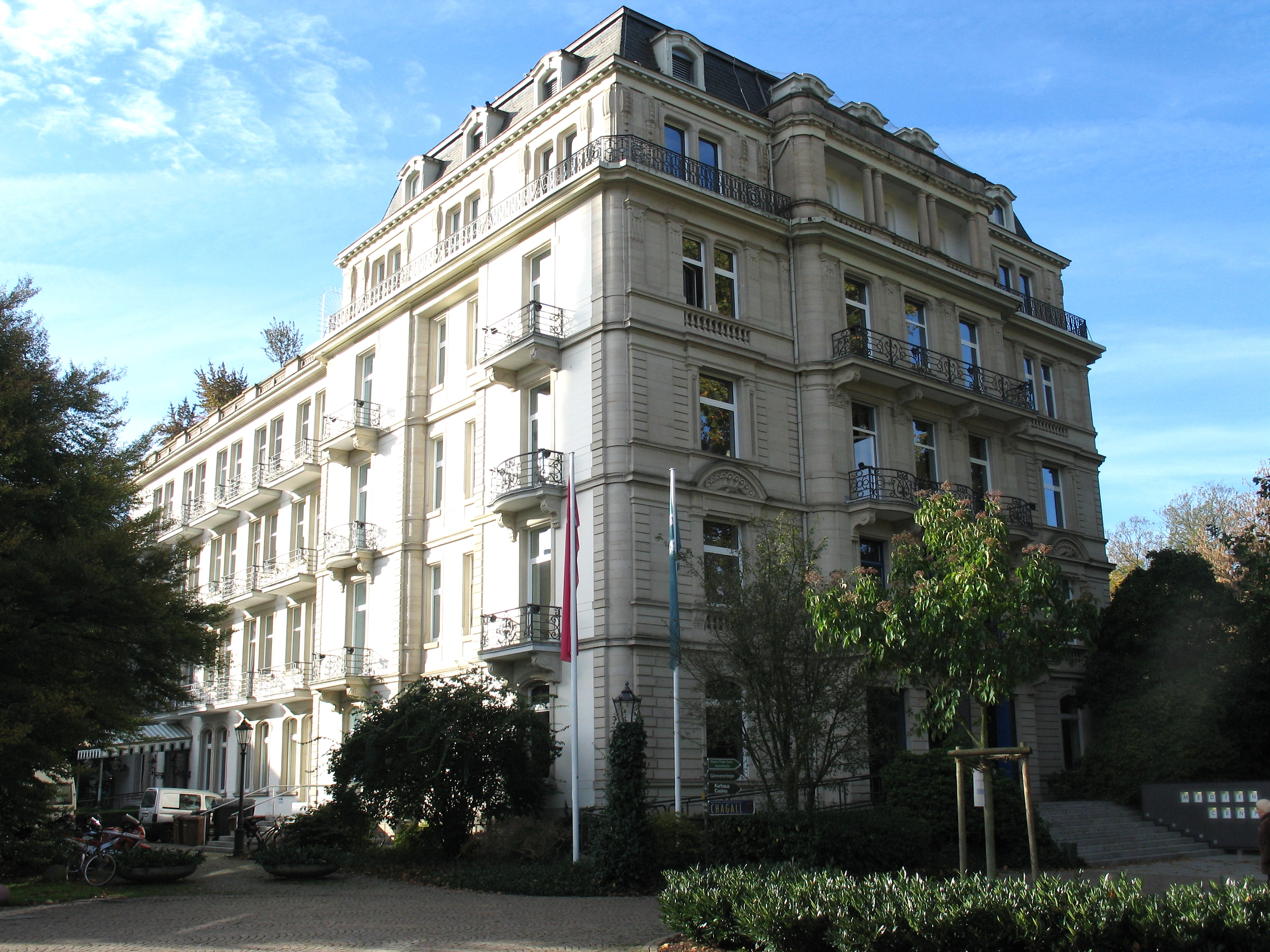
La centrale de L'TUR dans le centre-ville de Baden-Baden

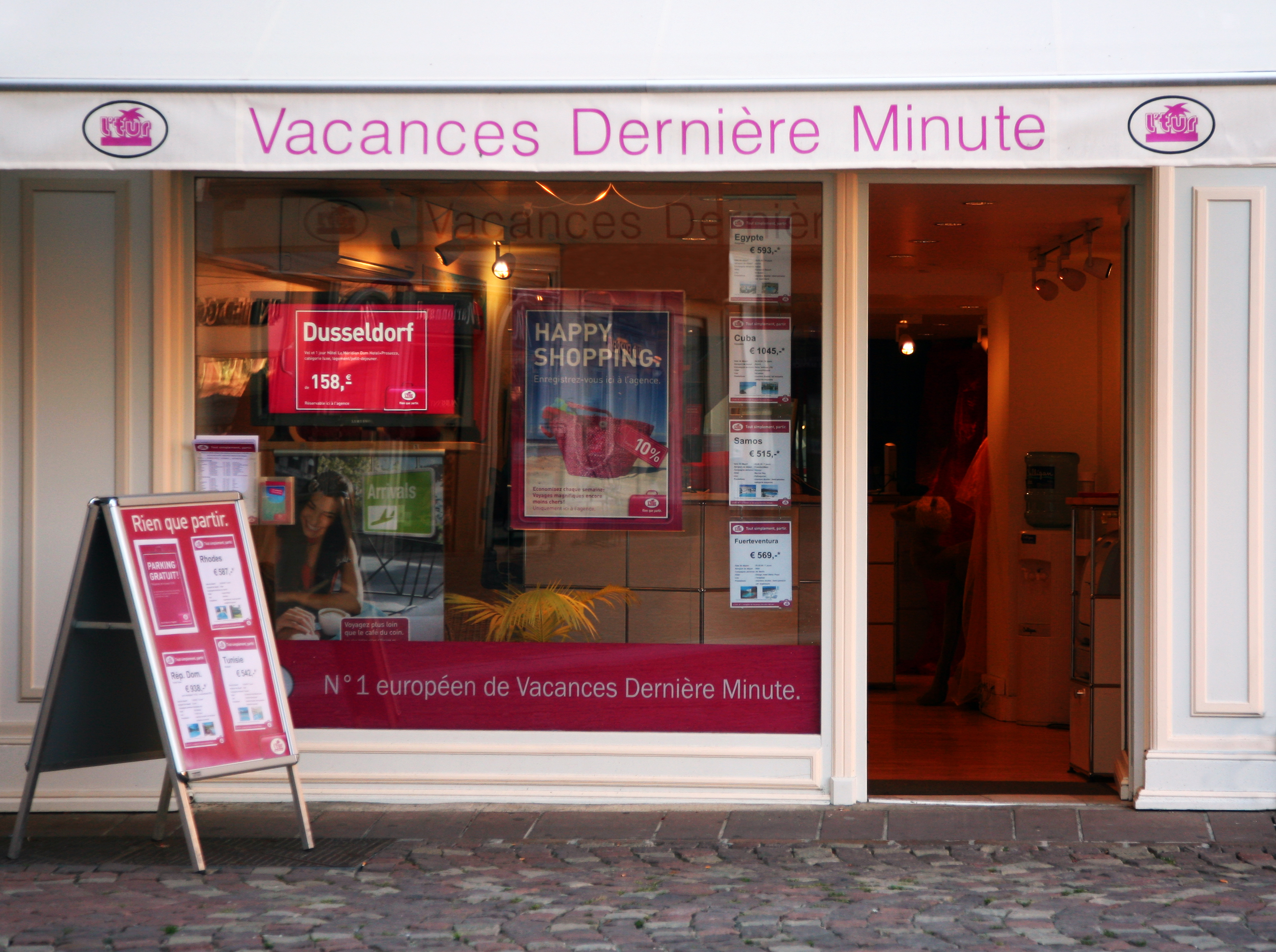
Une agence L'TUR à Mulhouse

100 % des actions de L'TUR sont détenues par la TUI AG. Le voyagiste collabore avec près de 10 000 hôtels et 130 compagnies aériennes, comme Lufthansa,TUIfly, Corsairfly. Air France, Air Europa. Condor (Compagnie Aérienne)

## Les offres
LTUR propose les contingents restants d'hôtels ou chaînes hôtelières. Les hôtels partenaires annoncent par internet le nombre de chambres invendues qui seront ensuite combinées automatiquement avec les places vacantes des compagnies aériennes (charters ou vols réguliers). Avant que ces voyages ne soient mis à la vente, les tarifs des offres sont comparés avec les prix classiques en brochure.
Dans d'autres cas, les voyagistes coopérant avec L'TUR proposent leurs offres invendues à un prix généralement plus bas que le tarif initial.
La réservation de vols secs ou de chambres d'hôtel uniquement  est également possible, ce qui contribua aussi à la création des marques Flyloco et LTURFly.

## Binoli
L'TUR (51 %) et Air Berlin (49 %) ont rendu public le 14 janvier 2008 la fondation d'une entreprise coopérative : BINOLI (BIllig fliegen, NObel LIegen, "Voyager bon marché, se reposer noblement"). BINOLI est censé être un nouveau type de plateforme de voyage sur internet.